# Le Voleur (Maupassant)
Pour les articles homonymes, voir Le Voleur.
Le Voleur est une nouvelle de Guy de Maupassant, parue en 1882.

## Historique
Le Voleur est initialement publiée dans la revue Gil Blas du 21 juin 1882, sous le pseudonyme Maufrigneuse, puis dans le recueil Mademoiselle Fifi.  

## Résumé
Après un dîner très arrosé, trois jeunes hommes discourent sur les uniformes de l’empire, puis par jeu, ils se déguisent l’un en Grenadier, l’autre en hussard et le dernier en cuirassier, la beuverie continue quand le moins ivre annonce qu’il a entendu des bruits dans l’atelier attenant.
Aussitôt, la petite et bruyante armée envahit la pièce et finit par trouver un voleur caché dans une grande armoire. On s’empare de l’homme, on tient un conseil de guerre arrosé de punch et le voleur est condamné à mort. La sentence est exécutable immédiatement. L’homme hurle, on le bâillonne pour éviter qu’il ne réveille le voisinage et on tire avec les fusils qui ne sont bien sûr pas chargés.
L’armée décide ensuite de conduire le voleur au poste de police. Peine perdue, le fonctionnaire de faction, qui connaît le tempérament farceur des personnages, refuse le prisonnier. On le ramène, on le libère, on lui fait boire du punch et, quand l’aube arrive, l’homme les quitte.

## Édition française
- Le Voleur, Maupassant, contes et nouvelles, texte établi et annoté par Louis Forestier, Bibliothèque de la Pléiade, éditions Gallimard, 1974  (ISBN 978 2 07 010805 3).